# Де ла Крус, Томми
Томас де ла Крус Риверо (исп. Tomás de la Cruz Rivero, 18 сентября 1911, Марианао, Гавана — 6 сентября 1958, Гавана) — кубинский бейсболист, питчер. Выступал в Главной лиге бейсбола в составе «Цинциннати Редс».

## Биография
Томми де ла Крус родился 18 сентября 1911 (по другим данным — 1914) года в городке Марианао, ныне одном из районов Гаваны. Во время учёбы в школе он играл за любительскую команду «Картелес», а затем перешёл в «Сентрал Херши», клуб Кубинской любительской лиги. В 1932 году вместе с командой Томми стал победителем чемпионата. Сам он одержал восемь побед. Годом позже де ла Крус выступал за полупрофессиональную команду «Гавана Электрик Компани».
В профессиональном бейсболе Томми дебютировал в сезоне 1934/35 в составе команды «Марианао». В первом своём сезоне он стал лидером лиги по числу сыгранных иннингов и полных игр, одержав пять побед при четырёх поражениях. Неплохо он провёл и чемпионат 1935/36. Удачная игра де ла Круса привлекла внимание скаута Джо Камбрии. Томми подписал контракт с клубом АА-лиги «Олбани Сенаторз» и уехал в США.
Дебют в Северной Америке тоже оказался удачным, несмотря на слабое выступление команды. Томми сыграл в пятидесяти матчах, одержав шесть побед при десяти поражениях. В течение нескольких следующих лет он несколько раз переходил из одной команды в другую. Сезон 1937 года он провёл в составе «Джерси-Сити Джайентс», где тренеры задействовали его как реливера, всего четыре раза выпустив в стартовом составе. Затем де ла Крус перешёл в команду из Спрингфилда. В 1940 году он одержал восемнадцать побед в играх чемпионата. 
В 1943 году де ла Крус перешёл в систему «Цинциннати Редс» и начал выступления в Международной лиге за «Сиракьюз Чифс». Томми одержал двадцать одну победу в чемпионате, закончив его со вторым в лиге показателем пропускаемости ERA 1,99. Благодаря успешному выступлению, а также из-за ухода ряда игроков «Редс» на военную службу, весной 1944 года Томми попал в основной состав команды Главной лиги бейсбола.
В МЛБ Томми дебютировал 20 апреля 1944 года и провёл полную игру против «Чикаго Кабс», завершившуюся победой со счётом 2:1. По итогам сезона, ставшего для него единственным в лиге, де ла Крус одержал девять побед при девяти поражениях и вошёл в число десяти лучших питчеров лиги в нескольких статистических категориях — BB/9, H/9, K/BB. В сентябре 1944 года он покинул команду. Среди причин в разное время называли чёрный цвет кожи Томми, призыв в армию и щедрое предложение от владельца Мексиканской лиги Хорхе Паскеля.
В Мексике Томми играл с 1945 по 1948 год. Он быстро стал одним из самых популярных игроков лиги, дружил с Паскелем, который в конце 1945 года оплатил де ла Крусу лечение и восстановление после травмы ноги. Его карьере помешало решение руководителей Главной лиги бейсбола о дисквалификации американских игроков, подписавших контракты с мексиканскими клубами. Сам Томми не планировал возвращаться в США, но Паскель принял решение проводить два разных чемпионата — с участием дисквалифицированных бейсболистов и без них. Затея оказалась провальной. Затем комиссар МЛБ Хэппи Чэндлер объявил запрет для игроков с контрактами в Мексике играть в Зимней кубинской лиге. Это повлекло за собой возникновение двух турниров на Кубе, уровень игры в которых был ниже. Де ла Крус был одним из лидеров «союза дисквалифицированных игроков». Не выходя на поле из-за травмы руки, он стал одним из организаторов нового турнира, но лига быстро распалась из-за разногласий вокруг выплаты премий отдельным игрокам. 
После неудачного сезона 1948 года Томми окончательно вернулся на Кубу. Он выиграл в лотерею 125 тысяч долларов, на которые купил жилой дом в центре Гаваны. В дальнейшем он жил на доходы от сдачи квартир в аренду, не имея никакого отношения к бейсболу. 6 сентября 1958 года 
Томми де ла Крус скончался в результате сердечного приступа.